# Benjamin Brunner
Benjamin Brunner (getauft am 31. August 1798 in Laupersdorf; † 8. August 1882 in Solothurn) war ein Schweizer Politiker.

## Leben
Benjamin Brunner wurde als Sohn des Landwirts, Wirts und Bezirksrichters Jakob Brunner geboren und am 31. August 1798 in Laupersdorf getauft. Nach dem Gymnasium in Solothurn studierte er am Institut von Missy sowie am Kollegium von Saint-Dié in den Vogesen, wo er sich gleichzeitig in einem Handelshaus ausbilden liess. Nach Abschluss seiner Studien übernahm er den väterlichen Betrieb. Daneben wurde er zum Gerichtssässe in Matzendorf ernannt. In dieser Funktion legte er die Grundbücher von Matzendorf und Laupersdorf an.
Daneben leitete Brunner 1845 die Gründung des kantonalen Landwirtschaftlichen Vereins, dessen Präsident er von 1846 bis 1853 war, in die Wege. Ferner war er Mitglied der Helvetischen Gesellschaft und der Lese- und Museumsgesellschaft Solothurn. Im Jahr 1857 war er als Buchhalter der AG für Uhrenfabrikation tätig. Zuletzt war er bis 1865 als Einnehmer der Schweizerischen Centralbahnstation Solothurn eingesetzt.
Benjamin Brunner war seit 1827 mit Francisca Champion, der Tochter des Stadtpräsidenten von Courrendlin, verheiratet. Er starb am 31. August 1882 im Alter von 83 Jahren in Solothurn.

## Politische Funktionen
Auf kantonaler Ebene wirkte Brunner von 1831 bis 1861 als Vertreter der Altliberalen im Solothurner Gross- bzw. Kantonsrat sowie von 1831 bis 1856 im Klein- bzw. Regierungsrat mit dem Zuständigkeitsbereich Finanzen, Polizei, Sanitätsdienst und Inneres. Darüber hinaus amtierte er von 1842 bis 1856 alternierend mit Josef Munzinger als Landammann. In dieser Zeit wurden unter anderem die Leberbergstrasse und die Biberiststrasse errichtet. Von 1834 bis 1854 fungierte er als Präsident der Stiftsverwaltung und 1834 der Kommission für die Abtretung der Wälder an die Gemeinde. Des Weiteren wurde er 1841 in den Verfassungsrat gewählt und 1852 zum Präsidenten der Diözesankonferenz zur Wahl des Bischofs von Basel bestellt. Auf bundespolitischer Ebene war Brunner 1847 als eidgenössischer Kommissär in Luzern vertreten. 1848 kandidierte Brunner bei den ersten Parlamentswahlen und war daraufhin bis 1857 Abgeordneter im Nationalrat.